# ليم غو تونغ
ليم غو تونغ (بالملايوية: Lim Goh Tong)‏ هو رائد أعمال ماليزي، ولد في 28 فبراير 1918 في مقاطعة آنشي ‏ في الصين، وتوفي في 23 أكتوبر 2007 في سوبانغ جايا في ماليزيا.

## وصلات خارجية
- ليم غو تونغ على موقع إن إن دي بي (الإنجليزية)